# Ivar Fleming
Ivar Joakimsson Fleming, död 1548 på Nynäs i Södermanland, var en svensk riddare och riksråd. Han föddes strax före 1487, förmodligen på faderns sätesgård Sundholm i Egentliga Finland.
Ivar Fleming var fogde i Kumogårds län 1512–1513 och åter igen från 1521 samt häradshövding i Masko härad från 1519. I befrielsekriget stödde han Gustav Vasa och utnämndes till befälhavare för trupperna utanför Viborg 1523 och för den flotta som 1524 fick i uppdrag att understödja den svenska expeditionskåren på Gotland. Han utnämndes till riksråd 3 juni 1523 och dubbades till riddare vid Gustav Vasas kröning 12 januari 1528. 
Ivar Fleming innehade Kastelholms slott och Åland som förläning 1524–1537, var lagman i Norrfinne lagsaga med Åland utom Satakunda och Österbotten från 1524 och häradshövding i Vemo härad senast 1537. Gustav Vasa använde Fleming även i diplomatiska företag såsom underhandlingarna i Köpenhamn 1532 och förhandlandet med Lübecks utsända i Stockholm 1533. Han var amiral för en diplomatisk flottexpedition till Preussen 1534. Han deltog i Dackefejden 1542–1543.   
Han var son till riksrådet Joakim Fleming och Elin Björnsdotter till Svidja samt äldre bror till Erik Joakimsson Fleming. I sitt giftermål med Märta Gotskalksdotter (Ulv) hade han sonen friherre Lars Ivarsson Fleming.